# Liste von Söhnen und Töchtern der Stadt Stoke-on-Trent
Diese Liste umfasst – ohne Anspruch auf Vollständigkeit – in der britischen Stadt Stoke-on-Trent geborene und mit einem Artikel in der deutschsprachigen Wikipedia vertretene Personen:

## 19. Jahrhundert

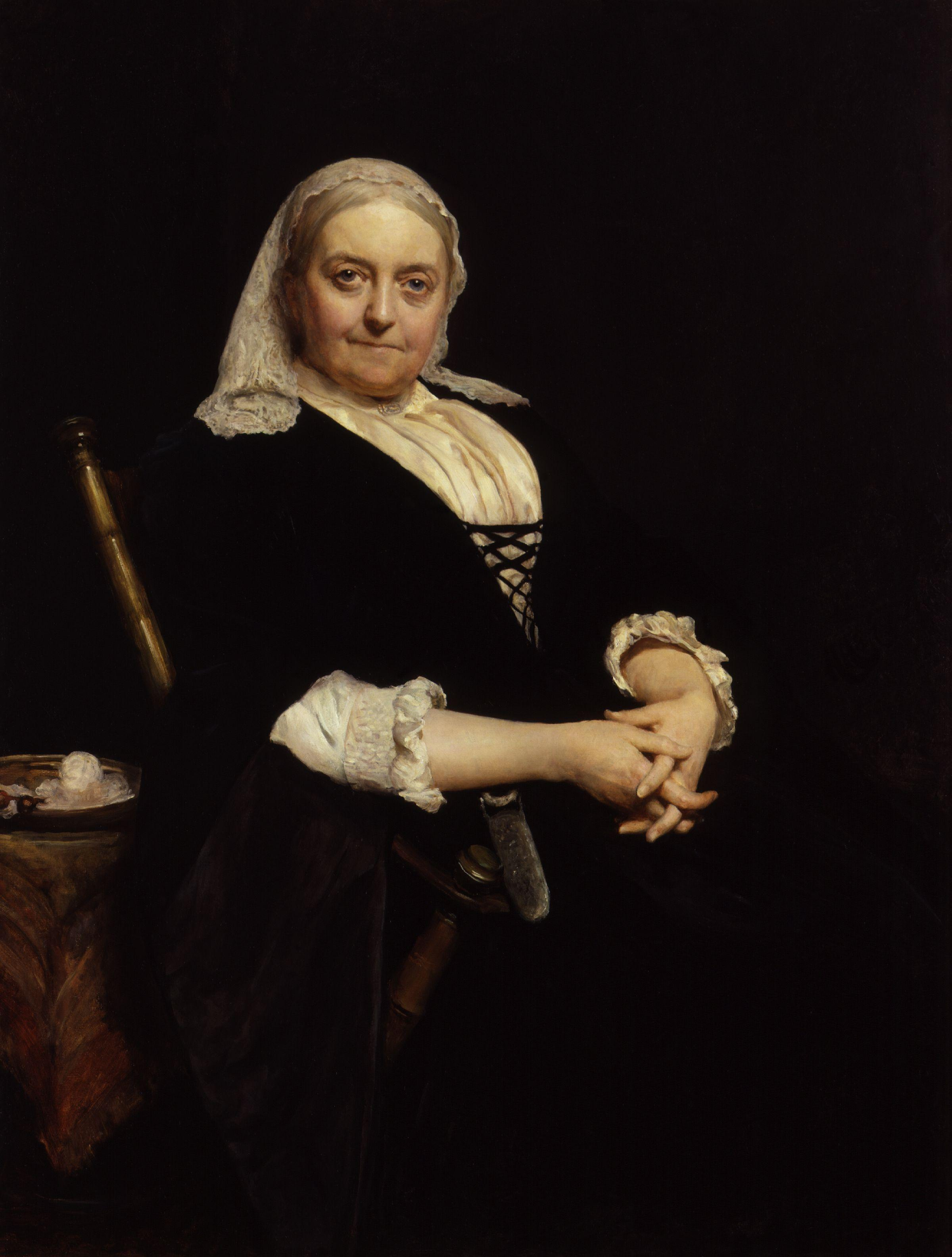
Dinah Craik
(1826–1887)

- Dinah Craik (1826–1887), Romanautorin und Dichterin
- Edward John Smith (1850–1912), Kapitän der Titanic und des Schwesterschiffs Olympic
- Thomas Slaney (1852–1935), Fußballtrainer
- Louis Rhead (1857–1926), Gebrauchsgrafiker der Art Nouveau
- Bob Ramsay (1864–1910), Fußballspieler
- Ernest Loney (1882–1951), Mittelstrecken- und Crossläufer
- William Astbury (1898–1961), Physiker und Molekularbiologe
- Harold Lawton (1899–2005), Frankoromanist

## 20. Jahrhundert

### 1901–1950

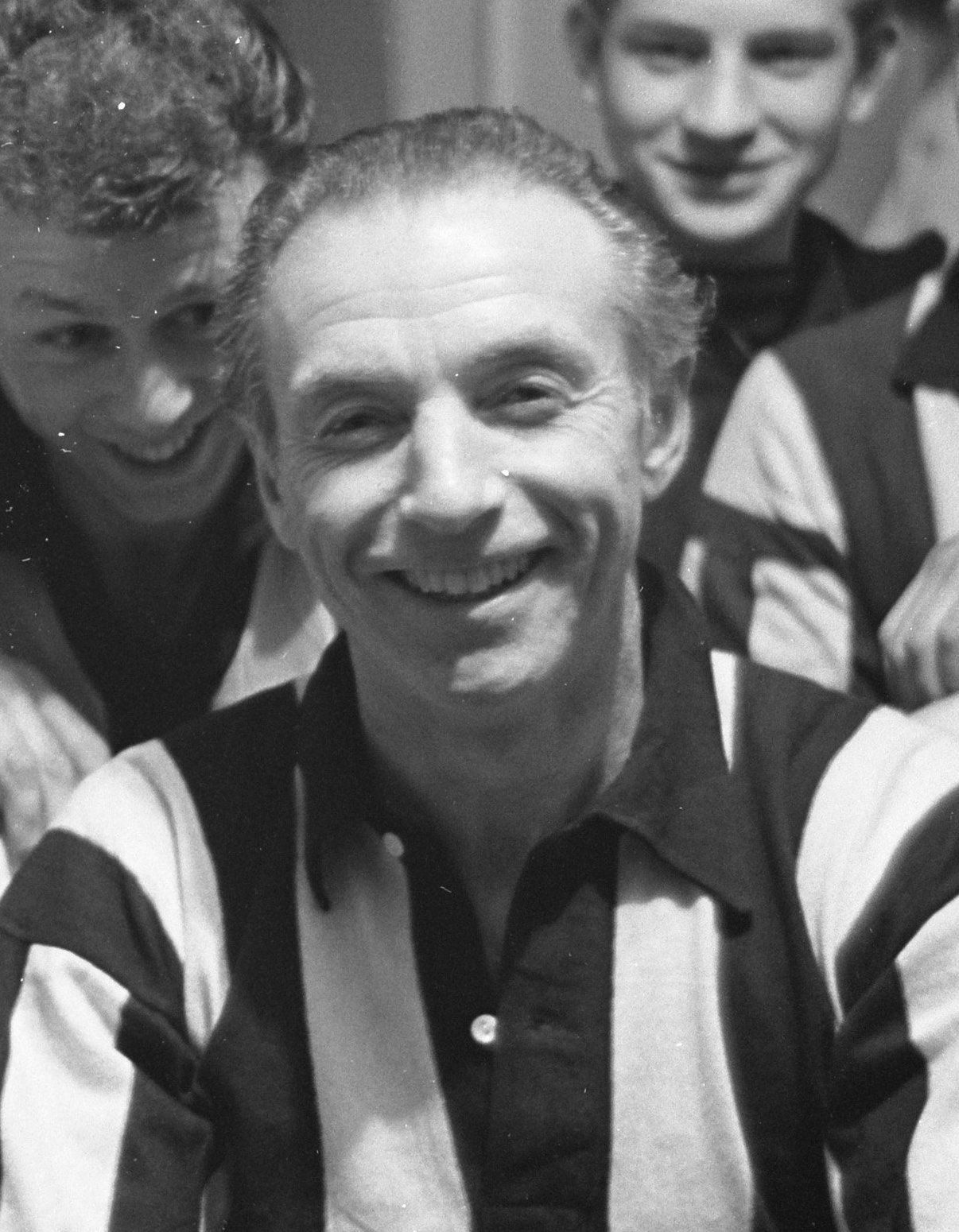
Stanley Matthews
(1915–2000)

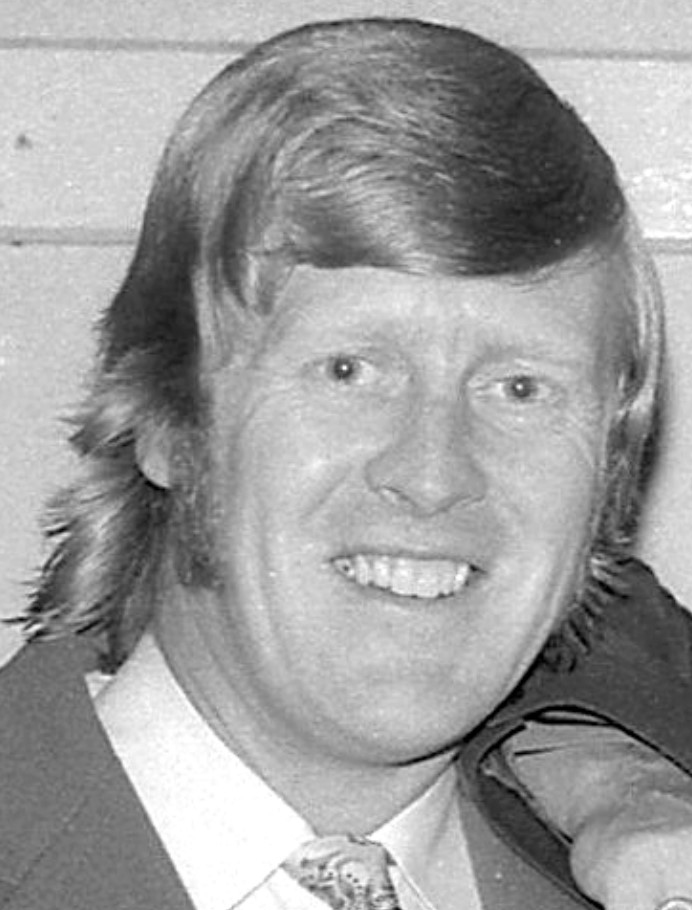
Tony Allen
(1939–2022)

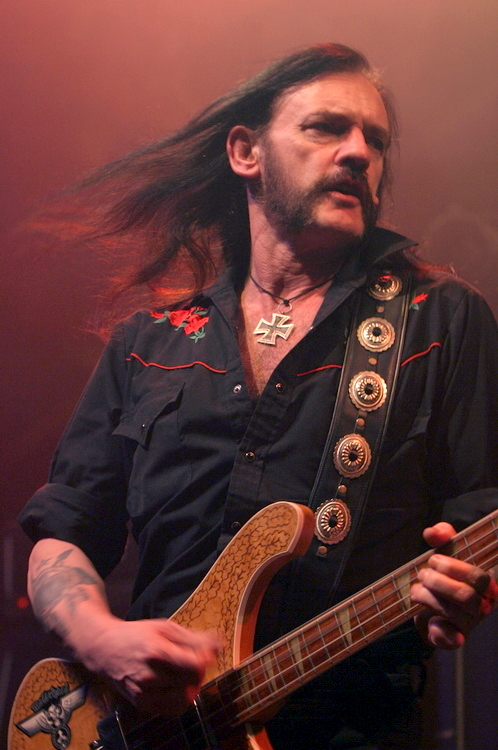
Lemmy Kilmister
(1945–2015)

- George William Brindley (1905–1983), britisch-US-amerikanischer Mineraloge und Physiker
- Arnold Machin (1911–1999), Designer von Münzen und Briefmarken
- Tommy Godwin (1912–1975), Radsportler
- John Wilcox (1913–1979), Kameramann
- Percy Adams (1914–1984), Fußballspieler
- Eustace Lycett (1914–2006), US-amerikanischer Spezialeffektkünstler
- Dennis John Carr (1915–2008), australischer Botaniker
- Stanley Matthews (1915–2000), Fußballspieler
- Freddie Steele (1916–1976), Fußballspieler und -trainer
- Reginald H. Jones (1917–2003), US-amerikanischer Wirtschaftsmanager
- F. Jessie MacWilliams (1917–1990), britisch-US-amerikanische Mathematikerin
- John Bramall (1923–2000), Tontechniker
- John Abbotts (1924–2008), Fußballspieler
- John Wain (1925–1994), Dichter, Autor und Kritiker
- Dennis Wilshaw (1926–2004), Fußballspieler
- Freddie Jones (1927–2019), Schauspieler
- Bill McGarry (1927–2005), Fußballspieler und -trainer
- John L. Jinks (1929–1987), Genetiker und Hochschullehrer
- Roy Brien (1930–1987), Fußballspieler
- Alan Milward (1935–2010), Wirtschaftshistoriker
- Jimmy Adams (1937–2005), Fußballspieler
- Tony Allen (1939–2022), Fußballspieler
- Tony Gray (* 1942), walisischer Rugby-Union-Spieler und -Trainer
- Les West (* 1943), Radrennfahrer
- Anthony Hopwood (1944–2010), Wissenschaftler
- David Christopher McGough (1944–2023), römisch-katholischer Weihbischof in Birmingham
- Ian Fraser „Lemmy“ Kilmister (1945–2015), Rockmusiker
- Kevin McDonald (* 1947), römisch-katholischer Erzbischof von Southwark
- John Worsdale (1948–2017), Fußballspieler
- Kevin John Dunn (1950–2008), römisch-katholischer Bischof

### 1951–1970
- Robert G. Knight (* 1952), Historiker

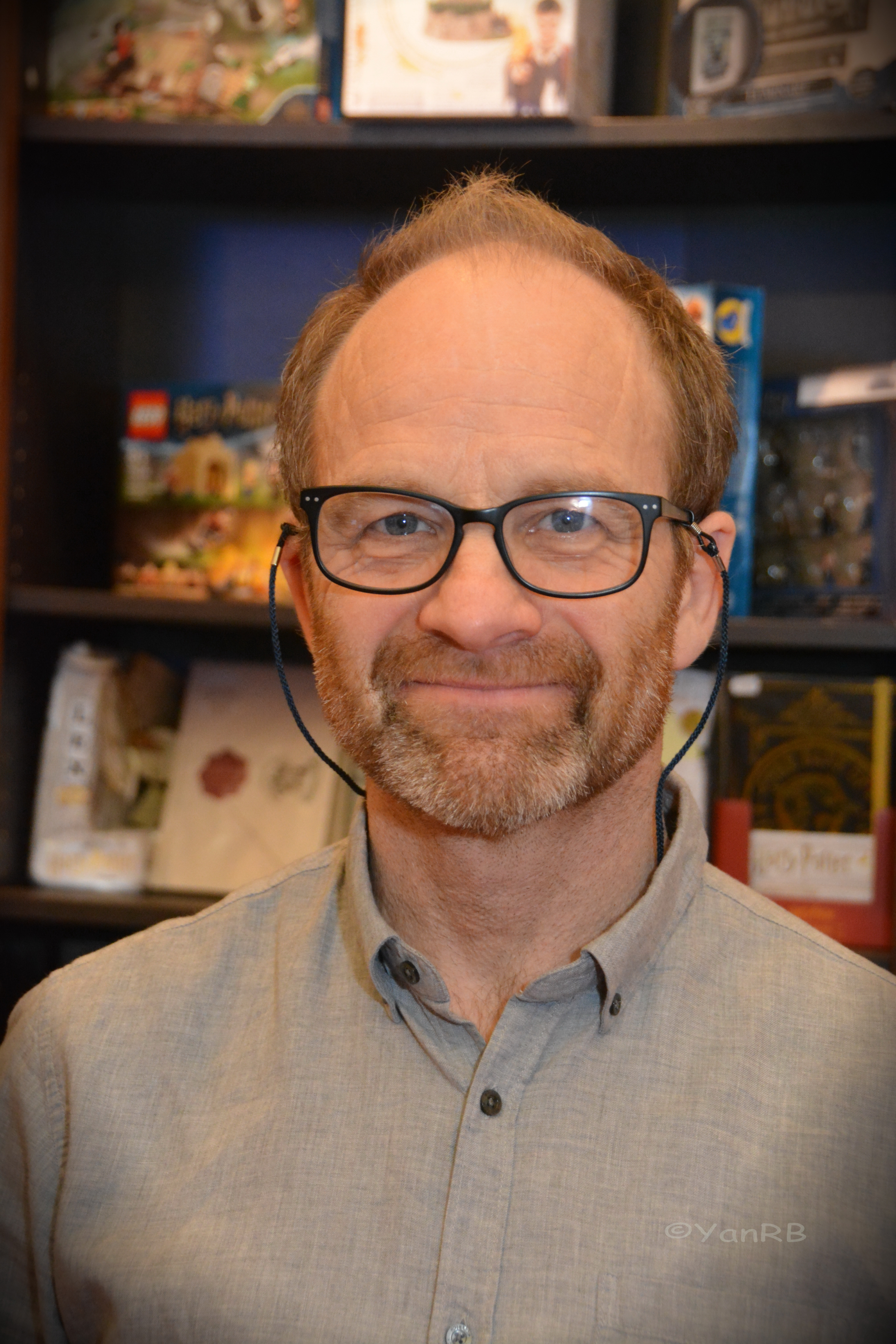
Adrian Rawlins
(* 1958)

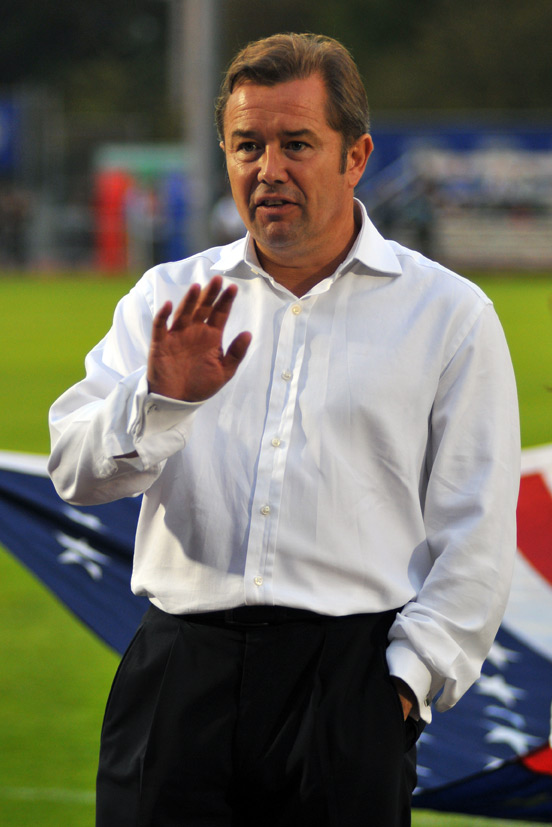
Adrian Heath
(* 1961)

- Adrian Skerrett (* 1953), britisch-seychellischer Geschäftsmann, Naturschützer, Ornithologe und Sachbuchautor
- Angela Smith (* 1953), Squashspielerin
- Raphael Ravenscroft (1954–2014), Saxophonist und Komponist
- Jem Finer (* 1955), Musiker
- Adrian Rawlins (* 1958), Schauspieler
- Catherine Swinnerton (* 1958), Radrennfahrerin
- Paul Swinnerton (* 1958), Radrennfahrer
- Ian Morris (* 1960), Althistoriker und Archäologe
- Phil Taylor (* 1960), Dartspieler
- Trevor Brissett (1961–2010), Fußballspieler
- Adrian Heath (* 1961), Fußballspieler und -trainer
- Steve Bould (* 1962), Fußballspieler
- Imran Sherwani (* 1962), Hockeyspieler
- Jan McFarlane (* 1964), anglikanische Theologin
- Neil James Adams (* 1965), Fußballspieler
- Stephen Farrell (* 1965), Radrennfahrer
- Slash (* 1965), britisch-US-amerikanischer Rockmusiker
- Dave Harold (* 1966), Snookerspieler
- Denise Coates (* 1967), Unternehmerin
- Andy Hamilton (* 1967), Dartspieler
- David MacKay (1967–2016), Hochschullehrer für Ingenieurwissenschaften
- Ted Hankey (* 1968), Dartspieler
- Martin Lowe (* um 1968), britischer Komponist, Arrangeur und Bühnenmusiker
- Ian White (* 1970), Dartspieler

### 1971–2000
- Andrew Foster (* 1972), Tennisspieler
- Andy Boulton (* 1973), Dartspieler

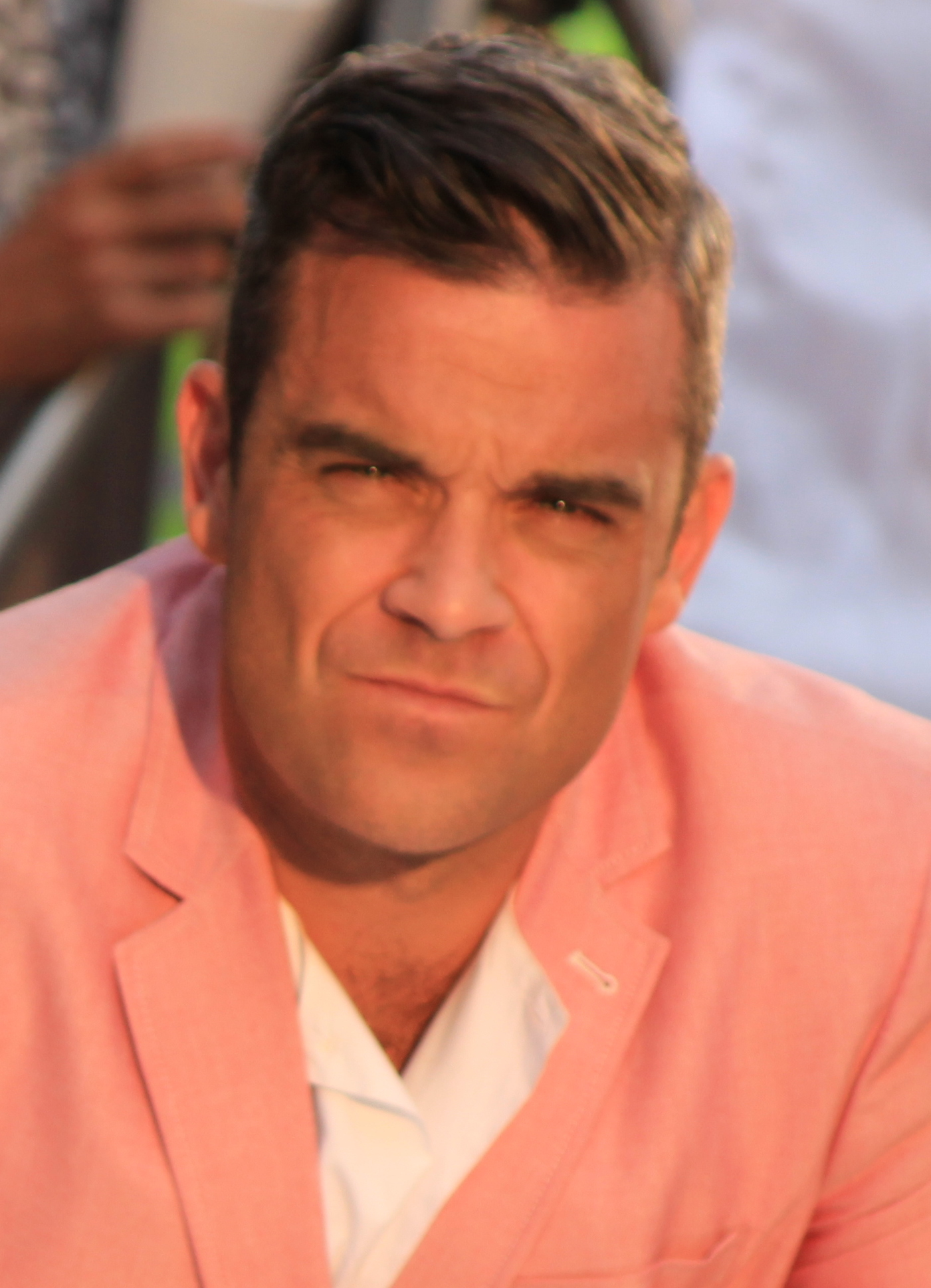
Robbie Williams
(* 1974)

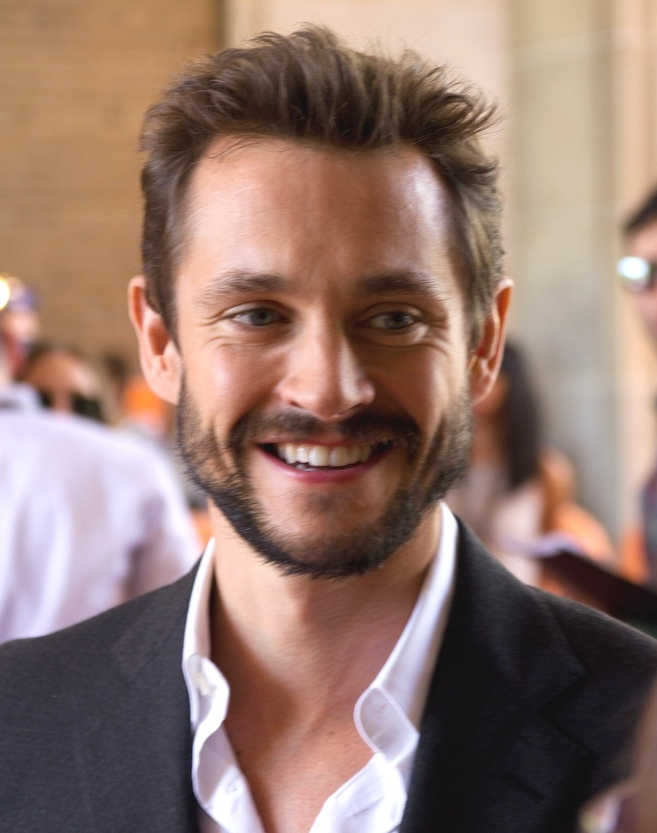
Hugh Dancy
(* 1975)

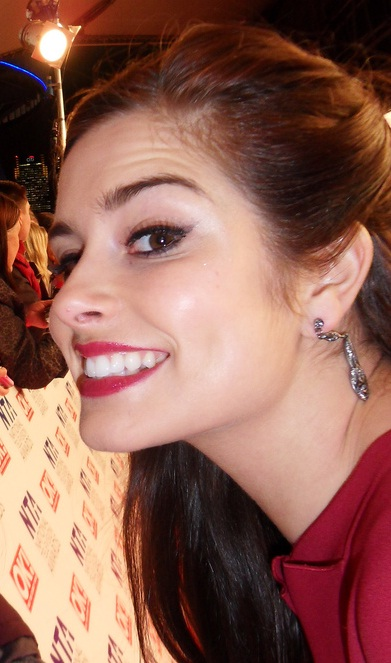
Rachel Shenton
(* 1987)

- Robbie Williams (* 1974), Musiker und Entertainer
- Hugh Dancy (* 1975), Filmschauspieler und Fotomodell
- Gareth Lockrane (* 1976), Jazzmusiker
- Steven Taaffe (* 1979), Fußballspieler
- Matthew Bullock (* 1980), Fußballspieler
- Andy Moor (* 1980), Trance-DJ und -Produzent
- Jacqueline Allen (* 1983), Triathletin
- Gareth Potts (* 1983), Poolbillardspieler
- Mike Williamson (* 1983), Fußballspieler
- Jamie Cope (* 1985), Snookerspieler
- Adrian Lewis (* 1985), Dartspieler
- Suzie Pierrepont (* 1985), Squashspielerin
- Steven Lewis (* 1986), Stabhochspringer
- John Brayford (* 1987), Fußballspieler
- Martin Paterson (* 1987), Fußballspieler
- Rachel Shenton (* 1987), Filmschauspielerin
- Tommy Amphlett (* 1988), australischer Fußballspieler
- Rostyn Griffiths (* 1988), australischer Fußballspieler
- Billy Howle (* 1989), Schauspieler
- Adam Bradbury (* 1991), Volleyballspieler
- Ashleigh Nelson (* 1991), Sprinterin
- Danni Wyatt (* 1991), Cricketspielerin
- Adam Burgess (* 1992), Kanute
- Joseph Clarke (* 1992), Kanute
- Kian Emadi (* 1992), Bahnradsportler
- Louis Moult (* 1992), Fußballspieler
- Ben Williams (* 1992), Dreispringer
- Jake Jones (* 1993), Dartspieler
- Jazmin Sawyers (* 1994), Leichtathletin und Bobfahrerin
- Jack Harrison (* 1996), Fußballspieler
- Brandon Sargeant (* 1997), Snookerspieler
- Aaron Ramsdale (* 1998), Fußballtorwart
- Ben Brereton (* 1999), Fußballspieler

## 21. Jahrhundert
- Jenson Kendrick (* 2001), Snookerspieler
- Lewis Dobbin (* 2003), Fußballspieler
- Harry Ledingham-Horn (* 2003), Bahnradsportler